# Lee Hardcastle
Lee Hardcastle (Leeds, 21 gennaio 1985) è un animatore, regista e sceneggiatore britannico.
È noto su YouTube per aver pubblicato, a partire dal 2006, animazioni in claymation, note per i contenuti estremamente violenti.

## Biografia
Nato nel 1985 a Leeds, nello West Yorkshire, ha cominciato a studiare per diventare cineasta a diciotto anni, alla Leeds Beckett University. Nel 2006 ha cominciato a produrre animazioni, pubblicate a partire dallo stesso anno sul canale YouTube di Lee, aperto il 13 giugno.
La sua notorietà è cresciuta quando il suo cortometraggio T is for Toilet , è stato selezionato nel 2011 per essere inserito nell'antologia di corti dell'orrore The ABCs of death, una serie di 26 cortometraggi la cui tematica è la morte.
Nel 2014 ha pubblicato un trailer su un possibile film dell'orrore, con contenuti parecchio splatter, totalmente realizzato in claymation; il film si sarebbe dovuto chiamare Spook Train. Purtroppo Lee non è riuscito a ottenere i fondi di 40 000 £, per cui ha deciso di abbandonare il progetto, riprendendolo, però nel 2016.
Spesso Lee ha unito la stop motion con il live action, come nel celebre Game Boy: The movie, del 2014; inoltre ha creato videoclip per alcune canzoni.

## Influenza
Lee Hardcastle è fan di famosi registi, come Quentin Tarantino, Robert Rodriguez e Sam Raimi, e di serie animate come I Simpson e I Griffin. Ha affermato di aver deciso di fare claymation dopo aver visto film come Le avventure di Mark Twain, Wallace e Gromit e Celebrity Deathmatch. Ha spesso citato La cosa di John Carpenter come film horror preferito, e una delle più grandi ispirazioni per creare Sketch.

## Curiosità
Quando era al college ha suonato nella band Shit The Bed, con cui ha inciso l'EP Camel Bite nel 2006.

## Filmografia

### Lungometraggi
- The ABCs of Death, episodio T is for Toilet (2012)
- Ghost Burger (2013)
- Spook Train (2016)
- Adult Babies, regia di Dominic Brunt (2017)

### Cortometraggi in stop motion
- Stories from the Hotel Next to the Haunted Hospital (2006)
- Chainsaw Maid 2 (2010): Sequel non ufficiale di Chainsaw Maid, claymation del 2007 di Takena Nagao
- Une de Perdue, Dix de Retrouvees (2010)
- Postman Pat's Pet Sematary (2011)
- Worm Farm (2012)

- Pingu's The Thing (2012)
- Hamster Hell (2012)
- Creeper autopsy (2012)
- Claycat's The Thing (2012)
- Claycat's The Raid (2012)
- Claycat's Evil Dead II (2012)
- Chainsaw Babe (2012)
- Drug Bust Doody (2013)
- An Alien Claymation (2013)

- NinPlay-Doh Entertainment System (2013)

- A Good Clay to Die Hard (2013)

- Frozen Blood Test (2015)
- Minion Ways to Die (2015)
- The Belko Experiment Claymation Shorts Series (2017)
- Rick and Morty go to the movies (2017)

### Cortometraggi in 2D o in tecnica mista
- Scariest alien video ever (2010)

- The Lion King in 60 seconds (2011)
- Who framed Roger Rabbit in 60 seconds (2011)
- Game Boy: The Movie (2014)
- Fun with black bulbs (2014)

### Cortometraggi in live action
- There's something in the attic (2014)

### Video Musicali
- 2009 - Foreign Beggars: Heavy Rotation
- 2010 - Shit The Bed: Amnios
- 2011 - Love Automatic: Nightmare
- 2011 - Portugal. The Man: All your light
- 2012 - Sufjan Stevens: Mr. Frosty Man
- 2013 - Kill The Noise: Blvck Mvgic
- 2015 - Gunship: Tech Noir
- 2016 - Radkey: Glore
- 2017 - Mark Stoermer: Filthy Apes and Lions
- 2018 - Gorillaz: Tranz
- 2018 - Portugal. The Man: Tidal Wave
- 2019 - Neotic: 11 pm